# Karl Meyer (Biochemiker)
Karl Meyer (* 4. September 1899 in Kerpen; † 18. Mai 1990 in Cresskill) war ein deutscher Mediziner und Biochemiker.
Meyer hat Substanzen des Bindegewebes charakterisiert, darunter verschiedene Bestandteile des Kollagens und der Grundsubstanz der Extrazellulären Matrix, insbesondere Glykosaminoglykane (Mucopolysaccharide), und prägte den Begriff „Hyaluronsäure“.

## Leben
Meyer wurde als Sohn von Ludwig und Ida Meyer geboren und wuchs in Kerpen auf und besuchte dort die jüdische Schule und anschließend das katholische, humanistische Gymnasium. 1917 wurde er 17-jährig eingezogen und diente im Ersten Weltkrieg an der Westfront in Frankreich und Flandern. 
Nach dem Krieg studierte Meyer Medizin und promovierte 1924 an der Universität zu Köln. Nach kurzer klinischer Tätigkeit auf einer Tuberkulose-Station ging er nach Berlin, um ein Studium der Chemie anzuschließen, zuletzt beim Nobelpreisträger Otto Fritz Meyerhof am dortigen Kaiser-Wilhelm-Institut. 1927 promovierte Meyer in Chemie mit einer Arbeit über den Milchsäure-Stoffwechsel des Muskels. Mit einem Stipendium der Rockefeller-Stiftung ging er zu dem späteren Nobelpreisträger Richard Kuhn an die ETH Zürich, wo er über die oxidativen Fähigkeiten der Häme arbeitete.
1930 holte Herbert Evans Meyer als Assistant Professor an die University of California, Berkeley. 1932 entschied Meyer sich, nicht nach Deutschland zurückzukehren, sondern eine Stelle als Forschungsassistent an der Columbia University in New York City anzunehmen, bevor er 1933 dort eine Stelle als Assistant Professor in der Augenheilkunde erhielt. Hier beschäftigte er sich mit dem Lysozym in der Tränenflüssigkeit und später mit der Zusammensetzung der Flüssigkeit im Glaskörper des Auges, wo er die Hyaluronsäure identifizierte, sie so benannte und ihren Stoffwechsel – einschließlich der Hyaluronidasen – erforschte. Ebenfalls befasste er sich mit anderen Glykosaminoglykanen und Proteoglykanen. Von 1967 bis 1976 war Meyer Professor für Biochemie an der Yeshiva University in New York City, bevor er wieder als (emeritierter) Professor an der Columbia University tätig war.

## Auszeichnungen (Auswahl)
- 1956 Albert Lasker Award for Basic Medical Research[2]
- 1965 Mitglied der American Academy of Arts and Sciences[3]
- 1967 Mitglied der National Academy of Sciences[4]

Die Society for Complex Carbohydrates (heute Society for Glycobiology) vergibt seit 1991 den Karl Meyer Award for Glycoconjugate Research.